# Frontul Democratic pentru Reunificarea Patriei
Frontul Democratic pentru Reunificarea Patriei este un grup de partide politice din Coreea: 
Partidul Muncitoresc Coreean  (Coreea de Nord), Partidul Social-Democrat Coreean (Coreea de Nord), Partidul Cheondoist Chongu (Coreea de Nord) și Frontul Democrat Național Antiimperialist (Coreea de Sud). Are sediul în Phenian, Coreea de Nord. Din Frontul Democratic pentru Reunificarea Patriei mai fac parte Uniunea Femeilor Socialiste din Coreea, Federația Generală a Sindicatului Coreean, Uniunea Agricultorilor Coreeni.